# Compañeros
Compañeros és una sèrie de televisió que suposà, durant 5 anys, una referència de la televisió espanyola, emesa per Antena 3 a finals dels anys 1990 i principis de la dècada dels anys 2000.

## Personatges

### Alumnes
- Quimi Verdet (Antonio Hortelano) (Temporades 1-7). És el rebel de l'escola. Té una relació amb Valle, el seu gran amor, intermitent al principi de la sèrie i que s'estabilitza a les últimes temporades. També va tenir una relació curta amb Isabel i una altra més duradora amb Míriam, la cosina de Sara. Té un germà, Toni, que té problemes amb les drogues, tot i que es recupera amb el seu ajut i està a punt d'interposar-se entre ell i Valle. Finalment, es confirma que té la SIDA i se'n va amb una anterior xicota, Bea. Al principi viu amb els seus pares, però els problemes amb el seu pare són continus i s'independitza per anar-se'n a viure amb Toni. Quan aquest marxa, la nova companya de pis és Jose, la nova administrativa de l'Azcona. No té cap amic en especial, però es duu bé tant amb César com amb Luismi. Amb Eloy va tenir problemes quan va arribar a l'escola i va voler rivalitzar amb ell. Al principi va tenir problemes amb alguns professors com Alfredo i Marisa, per la seva rebel·lia i manca d'interpes a classe. Amb el temps es va suavitzar. Va repetir curs una vegada, però va aconseguir aprovar la selectivitat. Sol portar els cabells llargs i no se separa de la seva moto, que va construir amb peces del desguaç del seu pare, Agustín (que mor allí durant la setena temporada)
- Valle Bermejo Fuentes (Eva Santolaria) (Temporades 1-7). És la noia maca enamorada del noi rebel. En un dels seus parèntesis amb Quimi va tenir una relació amb Álex, el seu cap en el càtering on va estar treballant una temporada. És atrevida, descarada, amb molta personalitat i fort caràcter. Els seus pares són Rocío, la conserge de l'escola, i Luís, l'encarregat del bar on es reuneix la colla. Té un germà petit, Lolo. La seva millor amiga és Arancha i, més endavant, quan aquesta se'n va a Argentina, Tanja, amb qui va tenir alguns problemes al principi. També va rivalitzar amb Isabel quan anava amb Quimi. Té una relació especial amb Toni, el germà de Quimi. Vol ser periodista. A l'últim capítol de sèrie aprova la selectivitat i decideix anar-se'n a València per poder estudiar la carrera que vol.
- César Vallalta (Julián González). És responsable, solidari, bon estudiant i bon amic. Viu amb el seu pare, després que la seva mare els abandonés quan era petit. El pare va ser el primer encarregat del bar, però el va traspassar i després va tenir problemes amb la beguda que van afectar molt César. El seu millor amic és Luismi. Són inseparables, tot i que Luismi se sent un poc desplaçat quan César comença a sortir amb Arancha. Va tenir una relació fugaç amb Marta per posar gelosa Arancha, la seva parella més duradora i el seu gran amor. Quan ella se'n va anar a Argentina es va enfonsar, va deixar els seus amics i els estudis i es va ajuntar amb una colla violenta. Va estar a punt de perdre la seva feina com a coordinador esportiu a l'escola, però va tornar a ser el d'abans. El seu vincle amb la colla en aquella època va ser Tanja, amb qui va començar a tenir una bona amistat. Més endavant es van convertir en parella, però el retorn d'Arancha durant uns capítols els va distanciar definitivament. A les últimes temporades apareix en cadira de rodes, com a conseqüència d'haver-se quedat paralític en un accident a la platja quan la colla se'n va anar de viatge per celebrar que tots havien aprovat la selectivitat (seqüència que apareix a la pel·lícula No te fallaré)
- Arancha Alberti (Duna Jové) (Temporades 1-5, 7). És una noia dolça i responsable, filla del primer director de l'escola, Tomás i la professora de Literatura, Charo. Viu amb ells i els seus dos germans, Miguel i Ana, amb qui té una relació molt bona. Al principi de la sèrie li agrada Mario, el xulet de l'escola, però després de rebutjar-lo diverses vegades, accepta sortir amb César, el seu millor amic des de petits. La seva millor amiga és Valle. Una nit, ella li aconsella posar César gelós amb Mario, que s'equivoca i intenta violar-la. César la defensa pegant a Mario a l'escola, i està a punt de ser expulsat. Quan els seus pares marxen a Argentina, Arancha es queda vivint amb Ana, i més tard amb el seu cunyat Alfredo i la seva família, amb qui tindrà alguns problemes. Quan Ana talla amb Alfredo i decideix anar-se'n a Argentina amb els seus pares, Arancha l'acompanya per veure'ls, però una vegada allí decideix quedar-se definitivament i deixa César destruït. Un any després torna i reprèn la seva relació amb César, que estava amb Tanja. Al final s'adona que no pot ser.
- Luismi Bárcenas (Manuel Feijóo). És el noi travat i simpàtic, el millor amic de tots. Està massa protegit pels seus pares. El seu gran hobbie és la màgia, i està enamorat de Sara des de nens. Tot i estar acostumat a les seves negatives, intenta de totes maneres conquistar-la, fins que ella diu que sí, i estan junts bastant temps. Abans ho havia intentat amb Tanja, però no va quedar en res. Mentre estava amb Sara, una altra noia es va fixar en ell i s'hi llençà, Carmen, però la relació amb Sara no es va acabar per això, sinó perquè Luismi es va cansar que Sara s'avergonyís d'ell davant la seva família i els mentís per estar amb ell. El seu millor amic és César. Quan ell comença amb Arancha i el deixa un poc de costat, es fica en una secta perillosa de la qual surt amb l'ajut de César, Alfredo i Arancha. Té una relació especial amb Félix, el professor d'història. En les últimes temporades, quan César queda paralític, és l'únic de la colla que el va a veure i se'n fa càrrec quan el seu pare l'abandona. També manté contacte amb Sara i tornen a estar junts un temps, però se separen una altra vegada. Discuteix amb els seus pares perquè no volen que estudii Història i acaba independitzant-se. Se'n va a viure amb Jose, de la qual s'enamora i manté una breu relació, mentre aconsegueix un càrrec a l'escola que compagina amb la Universitat.
- Sara Antón (Lara de Miguel) (Temporades 1-8). És la nena "pija" de l'escola i se'n riuen contínuament d'ella. És la que deixa usar la casa per totes les festes i també la millor estudiant de la classe. A vegades fa massa la "pilota" als professors, tot i que va tenir problemes amb Virgina, la professora d'Educació Física, quan va intentar fer trampes en un examen. No té cap amic en especial a la colla, però té bona relació amb tots. Va tenir problemes amb Isabel, quan va ser l'única que no li va voler deixar diners per avortar. S'acaba enamorant de Luismi sense adonar-se'n, i després de tant rebutjar-lo, és ell qui l'acaba deixant. Ella intenta tornar, però al final es recupera i comença a sortir amb un altre noi, Charlie, amb qui no té res en comú i l'acaba deixant. Més endavant torna amb Luismi, però durant poc temps. A la pel·lícula No té fallaré, té un fill, però no s'explica res més sobre el tema.
- Eloy Rubio Viñé (Nicolás Belmonte) (Temporades 2-7, 9). És un rebel de l'estil de Quimi, i al principi intenta rivalitzar amb ell en una carrera de motos. És el fill de Marisa. Després de la separació dels seus pares, es va quedar amb el seu pare i a la temporada 2 se'n va a viure a Madrid amb la seva mare i el seu germà Emilio. Amb Marisa té bastants problemes i discussions en les primeres temporades. Va tenir problemes de bulímia i amb les pastilles. Va provocar que Isabel tingués un accident que la va deixar en coma després d'una nit de festa. Intenta lligar amb Arancha, però també amb altres noies, fins que deixa embarassada Isabel. Al principi vol que avorti, perquè no se'n vol responsabilitzar, però ella decideix tenir-lo i ell ho acaba assumint. Isabel se'n va a viure a casa d'Eloy i junts afronten el problema de Marisa amb l'alcohol. Deixa els estudis per posar-se a treballar. Acaben essent la parella més estable de la sèrie.
- Isabel Arbueso (Virginia Rodríguez). Després de ser abandonada per la seva mare, viu en un centre d'acollida amb els seus germans Cristina i Carlitos. És una noia problemàtica i conflictiva. Surt poc temps amb Quimi, i es queda desfeta quan ell la deixa. Llavors es fa molt amiga d'Eloy, comencen a sortir junts de nit i a prendre drogues fins que ella té un accident que la té una temporada en coma a l'hospital. Més endavant, es queda embarassada i decideix tenir el nen. Per aquest motiu, està a punt de ser expulsada de l'escola. És la primera a adonar-se'n dels problemes de Marisa amb l'alcohol i intenta ajudar-la. Sempre tindrà amb ella molt bona relació; es converteix en una mare per a ella i els seus germans. Madura molt quan es converteix en mare d'un nen (que es diu Nicolás) i la seva relació amb Eloy es formalitza. A la pel·lícula No te fallaré segueixen junts, essent l'única parella de la sèrie que no s'ha separat.
- Tanja Ivanovic (Ruth Núñez) (Temporades 2-7). És una noia tímida que té bona relació amb tothom. Arriba de Bòsnia fugint de la guerra, i no sap parlar castellà, però tots a l'escola l'ajuden. La seva família és il·legal, i a l'Azcona tots li faran costat quan els seus pares són detinguts, especialment Marisa. Al principi apareixia de tant en tant, només de manera episòdica. Va tenir una cita amb Luismi que al final no va quedar en res. Sempre li va agradar César. Quan Arancha se'n va anar a Argentina, ella va ocupar el seu lloc com amiga de Valle, encara que al principi no s'avinguessin, i després també en el cor de César, encara que li costés apropar-se a ell. El retorn d'Arancha va complicar les coses i ho va espatllar tot entre ells. Va tenir un altre pretenent, PC, que fins i tot es va arribar a barallar amb César per ella.
- Marta Durán (Irene García) (Temporades 2-7). Personatge secundari. És una noia oberta, que té molt bona relació amb tots, tot i no formar part de la colla i apareix només de tant en tant. Va sortir amb César poc abans d'enamorar-se del seu professor, Suso, amb qui va tenir una relació curta que els va portar problemes als dos. Es van escapar junts, però va rectificar. Va descobrir que era adoptada per un experiment a l'escola. Al principi li va costar acceptar-ho. A l'última temporada de la primera colla s'adona que sent atracció per Sara. Al principi tots la rebutgen i només troba el suport de César i Lucía, però després tots l'acaben entenent, inclosa Sara.
- Charlie (Miguel Ángel Muñoz) (Temporades 6-7). Va ser el nòvio de Sara a la setena temporada. Es va relacionar poc amb el grup (especialment amb Luismi, que estava gelòs) i no va tenir molt més protagonisme.
- PC (Raúl Peña) (Temporades 6-7). Un altre personatge secundari. Molt aficionat als ordinadors. Es va avenir molt bé amb Luismi, però no amb César, amb qui va rivalitzar per Tanja.
- Mercedes Gimeno (Rebeca Cobos) (Temporades 1-6). Personatge secundari. És molt bona amiga de Sara. Li encanta el ball. Ho va passar malament amb la separació dels seus pares. És triada per fer una pel·lícula en un càsting que es fa a l'escola, tot i que al principi li havien donat el paper a Valle. Rep un tracte a favor a l'escola mentre roda la pel·lícula i la fama li puja al cap. Marisa l'ajuda a tornar a tocar de peus a terra.
- Nacho Barahona (Tito Augusto) (Temporades 1-7). Personatge secundari. Gracioset, amb actituds a vegades un poc radicals. Apareixia només en alguns capítols i no va protagonitzar cap trama.

### Professors
- Alfredo Torán (Francis Lorenzo). Professor de Ciències de l'Azcona. Molt proper als alumnes, només va tenir alguns problemes amb Quimi al principi, i més endavant quan li van donar una pallissa i va sospitar de Martín, però havia estat Carlos. Està separat de la seva dona, Diana (Ana Gracia), ingressada en una clínica per problemes mentals i que després intentarà llevar-li la seva filla Bego. Viu amb ella i el seu germà Félix, també professor de l'escola i molt diferent d'ell. Al principi de la sèrie flirtejava amb Virginia, però es va enamorar d'Ana i van viure junts. La va deixar quan va conèixer Nuria. Se'n va anar un temps a Guatemala a canviar d'aires i reflexionar. A la tornada, va començar una relació amb Nuria i va aconseguir la custòdia de Bego. Va estar un temps sol quan Nuria, gelosa per la tornada d'Ana a l'escola, el va deixar. Després va conèixer Lucía, religiosa que va deixar de ser-ho per ell i es van casar. A l'últim episodi de Compañeros se sap que ella està embarassada.
- Félix Torán (Miguel Rellán). Professor d'Història i Filosofia. És antic, estricte, hipocondríac i de mal caràcter: tot el contrari que el seu germà Alfredo. Està enamorat de Marisa, de qui és molt amic. Abans d'aconseguir estar amb ella té una altra relació amb l'editora del seu llibre, Andrea (Montse Guallar). Això li fa descuidar Marisa, que se li declara quan acaba de començar amb Andrea, i cau en l'alcoholisme. Té una relació especial amb Luismi, a qui l'unex a la seva antiga afició per la màgia i l'interès per la història, amb la seva neboda Bego, amb Rocío i també amb Lolo, a qui ajuda amb els escacs. A vegades és insuportable, però té bona relació amb tothom. Poc després de començar amb Marisa li diagnostiquen un cànder. Ell li va amagar i la va deixar, però va comptar amb el seu ajut i van seguir junts. Alfredo li va donar la medul·la i es va poder curar. Va tenir problemes amb els fills de Marisa, especialment amb Cristina, tot i que la va recolzar després que ella provoqués la mort en accident de Marisa a l'últim episodi.
- Marisa Viñé (Beatriz Carvajal) (Temporades 2-9). Professora de Literatura. És entusiasta i lluitadora, li agrada fer classe i arribar als alumnes i als seus problemes. Està divorciada i té dos fills. El petit, Emilio, l'adora. Els problemes venen amb el gran, Eloy. Fa tot el que pot per intentar entendre'l, ajudar-lo i fer-li raonar, però li costa guanyar-se la seva confiança. Ho aconsegueix després de ser àvia. Ella acull Isabel i els seus germans, i ells l'ajuden a superar els seus problemes amb l'alcohol. Està encantada amb el seu net Nico. A les primeres temporades va sortir amb Marcos (Joan Crosas), un amic de Félix que aquest li va presentar i que li feia el salt amb una altra. Però en realitat està enamorada de Félix, i ho passa malament quan ell surt amb Andrea. Això se li ajunta amb l'embaràs d'Isabel i cau en l'addicció a l'alcohol. Després que Tere estigui a punt de fer-la fora i faltar al respecte a Luis, Félix i Rocío, la seva millor amiga, l'ajudaran a superar-ho. Comença una relació amb Félix i li dona suport quan li diagnostiquen un càncer. A les últimes temporades té problemes amb Cristina, la seva filla adoptada germana d'Isabel, que juga amb les drogues i se'n va a una festa perillosa. Marisa intenta ajudar-la i pateix un accident de cotxe. Mor a l'últim episodi.
- Rocío Fuentes (María Garralón). La conserge de l'institut. És alegre, xafardera i divertida, és qui posa ordre a l'escola i coneix tots els alumnes. No té molt bona relació amb la directora, Tere, i la seva millor amiga és Marisa. Abans també era bona amiga de l'anterior professora de Literatura, Charo. Està casada amb Luis, l'encarregat del bar La Escapada, i els seus dos fills, Valle i Lolo estudien a l'escola. A vegades es fiquen amb ella perquè és un poc inculta i per les seves faltes d'ortografia. Félix, amb qui té una bona relació, la corregeix i l'ajuda. Es va convertir en presidenta de l'APA, on va conèixer Víctor (Ramón Barea), un altre pare que li va tirar els trastos i que li va causar una important crisi en el seu matrimoni amb Luis. Li va costar adaptar-se a tenir una altra conserge, Jose, treballant amb ella, però es van aconseguir entendre.
- Ana Alberti (Merce Pons) (Temporades 1-6). Filla de Tomás i Charo. Va marxar de casa amb el seu nòvio Joan (Chisco Amado), una relació que els seus pares desaprovaven. Al començament de la sèrie torna a casa amb un fill, Guille, de qui els nous avis no coneixien la seva existència, i havent-se separat del pare. Té molt bona relació amb la seva germana petita, Arancha, per a qui ella és el model a seguir, i està encantada amb el seu nebot. Comença a treballar com a bibliotecària a l'escola mentre acaba els estudis per ser mestra. S'enamora d'Alfredo i, després d'un temps de relació, se'n van a viure junts. Ana acaba la carrera i opta a una plaça per cobrir una substitució a l'escola. Finalment és una altra noia, Nuria, qui es queda amb la seva plaça. Alfredo acaba enamorant-se d'ella i deixa Ana, que decideix marxar a Argentina. Més endavant torna durant uns episodis com a professora suplent. Tots, a casa d'Alfredo, la reben amb els braços oberts (tant Félix com Bego) i tots col·laboren junts en activitats per a l'escola, formant un bon equip, cosa que provoca cels en Nuria. Al final, s'acaba la substitució i se'n va, mantenint una bona amistat amb Alfredo.
- Nuria (Ana Otero) (Temporades 4-6). Professora de primària. No és ben rebuda a l'escola per quedar-se amb una plaça que s'esperava que fos per Ana. Les coses empitjoren quan tots saben que ha estat el motiu pel qual Alfredo ha deixat Ana. A més, Bego no la suporta i tampoc entén que el seu pare hagi enganyat Ana. Només troba suport en Félix i Óscar, que es converteix en el seu gran amic i consol. Té facilitat per tractar amb nens, i ho demostra quan Lolo li confessa que està enamorat d'ella o quan aconsegueix finalment guanyar-se la filla d'Alfredo. Al final, aconsegueix fer-se el seu lloc, però és excessivament gelosa, no aguanta la presència d'Ana un altre cop, i quan s'acaba el seu contracte a l'escola decideix deixar Alfredo i marxar.
- Charo (Concha Velasco) (Temporada 1). Professora de Literatura, carismàtica i amb molta personalitat. Només va sortir a la primera temporada. Estava casada amb el director de l'escola, Tomás, i tenien 3 fills: Miguel, Arancha i Ana. Amb la més gran havien tingut problemes, però torna a casa i tots estan encantats amb el seu nen. També va tenir algunes discrepàncies amb Arancha, en plena adolescència. La seva millor amiga era Rocío. Va acceptar un treball a Argentina i es va traslladar allí amb el seu marit.
- Tomás Alberti (Manuel Zarzo) (Temporada 1). Director de l'escola. Bromista i simpàtic, però més estricte i poc permissiu amb les seves filles. Li va costar perdonar Ana, i també va tenir els seus problemes amb Arancha.
- Tere Roncesvalles (Tina Sáinz) (Temporades 2-9). Successora de Tomás en la direcció de l'escola. Molt estricta, tant com a professora de Matemàtiques com a directora del centre. Li importa sobretot mantenir una bona imatge i és molt dura. És soltera i no manté cap relació durant la sèrie. Va demanar a Félix que es fes passar pel seu marit per enganyar un antic nòvio amb qui s'havia estat escrivint i a qui havia dit que era casada. Va confiar en Félix i Marisa com a caps d'estudis, però va tenir problemes amb els dos, especialment amb Marisa en l'època de l'embaràs d'Isabel i els seus problemes amb l'alcohol. Es va haver d'enfrontar amb l'ensorrament de l'escola i a atendre una germana malalta d'alzheimer. Javier, professor de dibuix, era el seu nebot.
- Lucía (Lola Baldrich) (Temporades 7-9). Professora de Religió i, tot i que ningú ho sabia quan va arribar, era religiosa. S'implica molt amb els alumnes i els problemes socials, i és molt solidària. Sempre intenta posar pau en tot conflicte i, en general, no té problemes amb ningú. Al principi va xocar molt amb Alfredo, però després van descobrir que tenien moltes coses en comú, es van anar fent amics i ell es va sentir atret per ella sense saber que era religiosa. Va estar a punt de deixar l'escola, però al final va decidir deixar la seva congregació i intentar-ho amb Alfredo. Es van casar i a l'últim capítol se sap que espera un fill.
- Suso (Armando del Río) (Temporades 2-4). És un jove professor de Música que manté una relació molt propera amb els alumnes, tant que arriba a sortir de festa amb ells i, tot i que ho intenta evitar, s'enamora de Marta. S'escapen junts, però ell s'adona que no van a cap lloc i es fa enrere. Acaba marxant de l'escola. Va tenir una aventura amb Luz (Paz Vega) abans del casament d'ella. Eren bons amics, però ell pensava que el seu nòvio no era la persona adequada per ella. Xocava bastant amb Marisa, ja que va arribar a comentar a Eloy que l'havia vist besant-se amb el que era el seu nòvio, Marcos, en el laboratori.
- Gustavo Gil (César Vea) (Temporades 1-8). Professor de primària, simpàtic i travat. Sap com tractar els nens, no tant a les noies. Té bona relació amb tots, especialment amb Virginia. Sempre li està al damunt, però sap que no té res a fer amb ella.
- Virginia (Estrella Zapatero (Temprades 1-8). Professora d'Eduació Física. Va tenir una història amb Alfredo al principi de la sèrie, però no va anar a més. És molt bona amiga de Gustavo, estan junts sempre i preparen activitats comunes per als alumnes. Personatge poc rellevant. A l'última temporada desapareix sense cap explicació.
- Javier Quevedo (Enrique Arce) (Temporades 8-9). Professor de Dibuix. És un vividor i un poc carota i massa permissiu amb els alumnes. Al final de la sèrie es descobreix que és nebot de Tere i per això ella tolera les seves constants sortides de to. Xoca bastant amb Alfredo, especialment quan li encarreguen la investigació de la pallissa que li van donar al professor de Ciències, i aquest considera que Javier no s'esforça per donar amb l'agressor. Té relacions esporàdiques amb Jose, però s'acaba enamorant d'ella, per la qual cosa rivalitza amb Luismi i els tres viuen situacions còmiques.
- Josefa Salvador "Jose" (Cristina Peña) (Temporades 7-9). Administrativa de l'escola. És molt positiva i alegre, li agraden les plantes i creu en els amulets. També li encanten els animals. Arriba a l'Azcona buscant pis després de deixar el seu nòvio, que la maltractava. S'instal·la a la golfa de Quimi que té lloc després que se n'anés Toni i es fa molt amic seu, cosa que provoca algunes situacions incòmodes amb Valle. Té els seus problemes amb Rocío, tot i que acaben essent amigues. Té una relació molt especial amb Luismi, però també se sent atreta per Javier i dubtarà entre els dos.
- Óscar (Alejandro Sigüenza) (Temporades 5-9). Professor de Ciències que substitueix Alfredo durant la seva estada a Guatemala i es queda després, tenint alguns problemes amb ell. Guarda un secret que al principi només confia a Félix i que li impedeix tenir autoritat sobre els alumnes, cosa que fa que Tere es plantegi despatxar-lo. Quan Félix fa saber a la directora que un alumne d'Óscar es va suïcidar després que fos massa dur amb ell decideixen donar-li una altra oportunitat. Va tenir una bona relació amb Nuria, però la va decebre quan va saber que havia mantingut relacions amb una alumna, Moni (Rebeca Tébar), que es va aprofitar de la situació.

### Nens
- Bego Torán (Olga Molina). És la filla d'Alfredo. Estudia a l'Azcona i els seus millors amics són Lolo i Nadia. Viu amb el seu pare Alfredo i el seu tiet Félix. Té bona relació amb tots dos, tot i que té problemes amb el seu pare quan es deprimeix després de deixar Ana, marxa a Guatemala i deixa de ser el d'abans. Després descobreix que la seva mare, Diana, encara malalta, li va amagar les cartes que el seu pare li havia enviat mentre no hi era.
- Nadia Llano (Amanda García). És la millor amiga de Bego. Juntament amb ella, sol fer bromes a Lolo i riure's d'ell, però són bons amics. Va estar enamorada de Quimi durant una època, però després va començar a sortir amb Jimmy. Va patir un segrest quan uns nois de l'escola la van confondre amb la nòvia d'un d'ells, que s'havia mort, i es va ficar en alguns embolics per culpa de Jimmy. La seva germana Alba (María Vázquez) havia estat víctima d'abusos en la seva infantesa per part del seu oncle. El seu germà gran, reporter de guerra, va ser assassinat.
- Lolo Bermejo Fuentes (Daniel Retuerta). Fill de Rocío i Luis, germà de Valle. És un nen entremaliat i molt divertit. És molt bo jugant a escacs, afició que comparteix amb la seva nòvia Desirée. Són entrenats per Félix. Lolo ho passa malament quan Desireé marxa als EUA, però torna més endavant. També és amic de Carlitos i Emilio. Manté una lluita amb el seu pare, capficat que sigui un home i no estigui envoltat de nenes ni faci coses de dones. Luis està encantat quan Lolo troba nòvia.
- Carlitos Arbueso (César Cidón). És el germà d'Isabel, que Marisa adopta juntament amb la seva germana després d'haver estat en un centre d'acollida quan els va abandonar la seva mare. S'estima molt a Marisa, i a Isabel, i sent cels quan sap que ella tindrà un fill i pensa que no li farà el mateix cas que abans. Té bona relació amb Emilio, tot i que tenen les seves baralles, i al principi no tant amb Eloy, perquè el culpa que la seva germana estigui a l'hospital després de l'accident que la va deixar en coma.
- Emilio Rubio Viñé (Jorge San José (Temporades 2-5)/Juan José Ballesta (Temporades 6-7)/Daniel Esparza (Temporades 8-9)). Fill de Marisa, a qui adora. Intercedeix entre ella i el seu germà Eloy, a qui admira i amb qui manté una bona relació. Accepta bé l'arribada a casa seva d'Isabel i els seus germans. Passa una temporada enamorat de Bego.
- Desirée (Clara Lago) (Temporades 6-9). És una nena superdotada, a qui li encanten els escacs com a Lolo. Es fan inseparables i acaben essent xicots. Quan a ella li fan un test i decideixen enviar-la als Estats Units per la seva alta capacitat intel·lectual, cap dels dos es vol separar i ho passen malament. Un temps després, torna fent creure a tots que li ha anat molt bé i ha conegut estrelles de Hollywood. No fa més que presumir, guanyant-se l'antipatia de tots i organitza una festa a la qual només va Lolo. Li conta que en realitat li ha anat fatal, no ha aconseguit adaptar-se i és la de sempre. Tornen a estar junts.
- Jimmy (Álvaro Monje) (Temporades 6-9). És el nòvio de Nadia, un noi bastant conflictiu i expert en ficar-se en problemes. Ho passa malament amb la separació dels seus pares, i comença a beure i deixa de banda els estudis. Sol abusar de Lolo i fer el que vol amb ell.
- Cristina Arbueso (Elena de Frutos. Germana petita d'Isabel. És adoptada per Marisa, que la tracta com una filla, tot i que no li ho consent tot i li demana explicacions dels seus horaris i el seu comportament, cosa que causa contínuament problemes entre elles. Noia conflictiva, experta en ficar-se en embolics. Comença a traficar amb pastilles mitjançant un dels seus xicots, Pablo (Pablo Vega), i arriba a anar a una festa on pretenen abusar d'ella. Marisa la va a buscar i pateix un accident que li costa la vida. S'aprofita d'Emilio i del seu germà petit, Carlitos, i no pot veure al nòvio de Marisa, Félix. També té conflictes amb Bego, però troba un gran ajut en Martín, que la protegeix sempre que pot.

### Altres
- Luis Bermejo (Pepo Oliva). És poc refinat i un poc malparlat. Li encanta el futbol i en el passat va tenir problemes amb el joc. Va ser camioner i taxista, però més tard va passar a ser l'encarregat d'un bar. És molt graciós i sempre està disposat a ajudar tothom. Està molt enamorat de Rocío, però no col·labora gnes a la casa i li costa tenir detalls amb ella. A l'escola és quasi un més. Tots els professors, i també la colla, solen anar al seu bar, i té bona relació amb tothom. Li va costar perdonar Rocío després que ella estigués a punt d'enganyar-lo.
- Míriam Iniesta (Pilar Punzano) (Temporades 4-5). Cosina de Sara, tan capritxosa i rica com ella. La coneixen en un viatge a la platja. Més endavant apareix a l'escola i comença a sortir amb Quimi, desperta la impotència i gelosies de Valle. Aconsegueix distanciar Quimi tant de Valle com de la resta dels seus amics. Al final, ella decideix deixar-lo, després de diversos plantons d'ell per ajudar els seus amics.
- Miguel Alberti (Antonio Zabálburu) (Temporada 1). Personatge secundari. Era el fill de Charo i Tomás, germà d'Ana i Arancha. D'ell només se sabia que era estudiant universitari, i les seves aparicions es limitaven a unes quantes a la casa familiar, sense cap trama pròpia. Va desaparèixer sense cap explicació.
- Toni Verdet (Jorge Bosch) (Temporades 3, 5 i 6). És el germà de Quimi. Té problemes amb les drogues i, després de sortir de rehabilitació, comparteix pis amb el seu germà. Descobreix que és seropositiu. Està a punt d'interposar-se en la relació de Quimi i Valle. Marxa amb Bea, una ex nòvia seva, també heroinòmana.

### Nous alumnes
- Duna Belarde (Begoña Maestre) (Temporades 8-9). És una noia decidida i independent, té les coses clares i és molt sincera i segura d'ella mateixa. És filla de mare soltera, una periodista que es diu Berta (Alicia Mohino). El seu xicot, Guillermo (Alberto Jiménez) la perseguia i va intentar abusar d'ella. Quan comença la sèrie manté una relació poc seriosa amb Carlos, però de seguida se sent atreta per Martín. Més endavant, començaran una relació amb els seus problemes, però acaben junts. La seva millor amiga és Leo i és qui més ajuda Carlos quan es descobreix que va ser ell qui va donar una pallissa a Alfredo.
- Martín Bermejo (David Janer) (Temporades 8-9). És un noi misteriós. És nebot de Luis i Rocío, cosí de Valle i Lolo, i s'instal·la a viure a casa d'aquests quan arriba a Madrid. Li encanta dibuixar, i usa aquesta afició per refugiar-se dels problemes. Quan arriba a l'Azcona tothom sap que ve d'un centre de menors, però tots desconeixen el motiu. Gairebé tothom la colla el rebutja, sobretot Carlos, enamorat de Duna. Amb el temps es descobreix que en realitat havia assumit la culpa per un delicte comès pel seu pare, ja que com que era menor d'edat, no hauria d'anar a la presó. Coqueteja amb Leo al principi, però de seguida sent alguna cosa per Duna, que confia en ell quan tots sospiten que ha estat ell qui ha agredit Alfredo. Surten junts, però ella sent que no li dona suport amb el problema amb Guillerno i ho deixen. Ell es torna a trobar a una antiga nòvia, Laura (Verónica Moral), però finalment torna amb Duna. Sempre rep ajuda de la seva tieta Rocío, tot el contrari amb Luis.
- Carlos Medina (Raúl Arévalo) (Temporades 8-9). Era el nòvio de Duna fins a l'arribada de Martín. Al final de la vuitena temporada es descobreix que va ser ell i no Martín (a qui va intentar culpar amb pistes falses per tenir cels per Duna), qui va pegar a Alfredo una pallissa. L'envien a un reformatori i quan torna tothom li dona l'esquena excepte, precisament, Martín i Alfredo.
- Max Noriega (Fernando Cuesta) (Temporades 8-9). És el nen fatxenda. Els seus pares són cantants d'èxit i el satisfan de regals, però quasi mai els veu. Està enamorat de Leo, amb la qual aconsegueix sortir durant poc temps. El seu millor amic és Serpa, encara que es distancien quan, després d'estar a punt de formar un grup musical, la discogràfica decideix contar solament amb Max i ell no rebutja seguir amb el projecte.
- Leo Peña (Alba Alonso) (Temporades 8-9). És la noia poc afortunada, la tenen per simple i sempre està a l'ombra de la seva millor amiga, Duna, qui sempre l'aconsella i intenta que tingui personalitat i no es deixi dur pels comentaris dels altres. Li encanta el ball, i ho passa malament quan els seus pares descobreixen que pateix una malaltia a les cames i que no li convé continuar amb les seves classes. Al principi li diuen que és perquè no les poden pagar i Max li deixa els diners necessaris. Acaba sortint amb ell, però només durant una temporada. També es va sentir atreta per Luismi.
- Serpa (Sergio Palacios) (Alejandro García) (Temporades 8-9). És el millor amic de Max, són inseparables fins que discuteixen a causa del grup musical frustrat que volien muntar. Junts fan gamberradas i entremaliadures contínuament. És molt lligó i sovint li tira els trastos a Montse, encara que sense arribar res. A principis de la 2a temporada va tenir alguns trepijocs amb drogues sintètiques, que el van dur a ficar-se en seriosos problemes dels quals sortiria gràcies als seus amics.
- Montse (Montse Pla) (Temporades 8-9). Personatge secundari. Es duu bé amb tota la colla, però no va tenir cap trama rellevant.

## Equip tècnic
- Directors: Manuel Rios San Martín, Manuel Valdivia, Guillermo Fernández Groizard, César Rodriguez, César Vidal Gil, Pablo Barrera, Jesús del Cerro, Víctor Cabaco i José Ramón Ayerra.

- Ajudants de direcció: Víctor Cabaco, Patricia Guadaña.

- Guionistes: Nuria Bueno, Luis Canut, Pedro García Ríos, Manuel Feijóo, Rubén Pacheco, Mónica Martín Grande, Chus Vallejo, Manuel Ríos San Martín, Juanma Ruiz Córdoba, Tatiana Rodríguez, Ramón Paso, Nicolás Romero, Guillermo Cisneros, Carmen Montesa, José Luis Cristiano, Manuel Valdivia, Manuel Ríos San Martín, Nacho Cabaha, César Vidal Gil, M. Santar, Ignasi García, M. A. Sánchez.

- Productors: Pedro García Caja, Casilda de la Pisa, Lucía Alonso Allende, Alberto González.

- Productors i coproductors executius: Nuria Bueno, Jesús del Cerro, Manuel Ríos San Martín, Frida Torresblanco, Pedro García Ríos, César Vidal Gil, Mónica Martín-Grande, José Ramón Ayerra.

- Directors de càsting: Luis San Narciso, Andrés Cuenca.

- Directors artístics: Fernando González, Virginia Flores, Juana Mula.

## Premis
1999
- Premi Ondas a la Millor Sèrie Nacional.

- Premi de la Unió d'Actors a la Millor Actriu Protagonista de televisió (Beatriz Carvajal, Marisa Viñé).

2000
- Premi TP d'Or a la Millor Sèrie Nacional.

- Nominació al Premi TP d'Or a la Millor Actriu (Eva Santolaria, Valle Bermejo).

- Nominació al Premi de l'Acadèmia de les Ciències i les Arts de Televisió al Millor Programa de Ficció.

2001
- Premi TP d'Or a la Millor Sèrie Nacional.

- Premi TP d'Or a la Millor Actriu (Eva Santolaria, Valle Bermejo).

- Nominació al Premi de l'Acadèmia de les Ciències i les Arts de Televisió a la Millor Interpretació Femenina (Tina Sáinz, Tere).

2002
- Nominació al Premi TP d'Or al Millor Actor (David Janer, Martín Bermejo).